# Traill Ø
Traill Ø er en stor ø øst for Grønland. Den blev opkaldt efter zoologen Thomas Stewart Traill. Øen dækker 3.452 km2 og det højeste punkt på øen er 1884 m. Traill Ø er en del af Grønlands Nationalpark.